# Stradalli-Bike Aid/Saison 2016
Dieser Artikel listet Erfolge und Fahrer des Radsportteams Stradalli-Bike Aid in der Saison 2016 auf.

## Erfolge in der UCI Africa Tour
In den Rennen der Saison 2016 der UCI Africa Tour gelangen die nachstehenden Erfolge.
| Datum     | Rennen                     | Kat. | Sieger                |
| --------- | -------------------------- | ---- | --------------------- |
| 16. März  | 5. Etappe Tour du Cameroun | 2.2  | Jean Bosco Nsengimana |
| 20. April | 2. Etappe Tour Eritrea     | 2.2  | Meron Teshome         |

## Abgänge – Zugänge
| Zugänge               | Team 2015        | Abgänge             | Team 2016                               |
| --------------------- | ---------------- | ------------------- | --------------------------------------- |
| Meron Teshome         |                  | Mekseb Debesay      | Team Dimension Data                     |
| Janvier Hadi          | Garneau-Québecor | Maarten de Jonge    | Team Lvshan Landscape                   |
| Jean Bosco Nsengimana |                  | Yannick Mayer       | Veranclassic-AGO                        |
| Amanuel Ghebreindrias |                  | Christoph Schweizer | Team Sauerland NRW p/b Henly & Partners |
| Damien Garcia         | Frøy-Bianchi     | Jonas Leefmann      | Unbekannt                               |
| Dominik Merseburg     |                  | Jacob Schwingboth   | H&R Block Pro Cycling                   |
|                       |                  | Kyle Buckosky       | Unbekannt                               |
|                       |                  | Fabian Fritz        | Team Sauerland NRW p/b Henly & Partners |

## Mannschaft
| Teamkader 2016                            | Teamkader 2016     | Teamkader 2016 | Teamkader 2016                |
| Name                                      | Geburtsdatum       | Land           | Vorheriges Team               |
| ----------------------------------------- | ------------------ | -------------- | ----------------------------- |
| Meron Amanuel                             | 6. November 1990   | Eritrea        |                               |
| Joschka Beck                              | 22. März 1993      | Deutschland    |                               |
| Daniel Bichlmann                          | 18. August 1988    | Deutschland    |                               |
| Damien Garcia                             | 17. April 1992     | Frankreich     | Frøy Bianchi (2015)           |
| Janvier Hadi                              | 15. Januar 1991    | Ruanda         |                               |
| Nikodemus Holler                          | 4. Mai 1991        | Deutschland    | Team Stuttgart (2014)         |
| Richard Laizer                            | 1. Juli 1989       | Tansania       |                               |
| Patrick Lechner                           | 12. Dezember 1988  | Deutschland    |                               |
| Amanuel Mengis                            | 14. Januar 1995    | Eritrea        |                               |
| Dominik Merseburg                         | 15. September 1991 | Deutschland    |                               |
| Jean Bosco Nsengimana                     | 4. November 1992   | Ruanda         |                               |
| Timo Schäfer                              | 9. August 1982     | Deutschland    |                               |
| Matthias Schnapka                         | 27. Juli 1980      | Deutschland    |                               |
| Meron Teshome                             | 13. Juli 1992      | Eritrea        | MTN-Qhubeka-WCC Africa (2015) |
|                                           |                    |                |                               |
| Quellen: ProCyclingStats Cycling Archives |                    |                |                               |

Anmerkung: Meron Amanuel